# إسماعيل حسين الكبسي
إسماعيل بن حسين بن عبد الله الكبسي هو شاعر وإذاعي يمني. ولد عام 1941 في مدينة الجبين في محافظة ريمة. تلقى تعليمه الإبتدائي في مدرسة حكومية إلى عام 1959 فأرسله والده إلى المدرسة العلمية في صنعاء. بدأ حياته العملية عام 1962 كمذيع وكاتب للبرامج الإذاعية. شغل عدة مناصب في الإذاعة، وفي أول تشكيل لمكتب رئاسة الجمهورية العربية اليمنية عين مساعداً لمدير شؤون الإعلام والثقافة. وعين بعد ذلك وكيلاً لوزارة الإعلام[ ؟ ]. انتدب ملحقاً إعلامياً في القاهرة حتى الوحدة اليمنية. عاد إلى اليمن ليشغل منصب نائب رئيس مجلس الإدارة في المؤسسة العامة للإذاعة والتلفزيون. ثم أصبح مستشاراً للمؤسسة. أصدر وتولى رئاسة تحرير العديد من الصحف اليمنية.